# David Arias Pérez

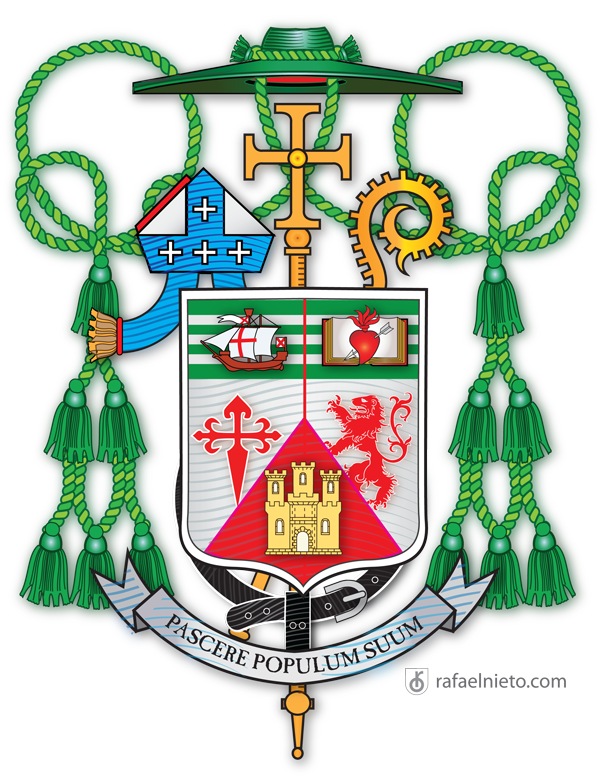
Wappen

David Arias Pérez OAR (* 22. Juli 1929 in Mataluenga, Provinz León, Spanien; † 9. Mai 2019) war ein römisch-katholischer Geistlicher und Weihbischof in Newark.

## Leben
David Arias Pérez trat der Ordensgemeinschaft der Augustiner-Rekollekten bei und empfing am 29. Mai 1954 die Priesterweihe.
Papst Johannes Paul II. ernannte ihn am 25. Januar 1983 zum Titularbischof von Badiae und zum Weihbischof in Newark. Die Bischofsweihe spendete ihm der Erzbischof von Newark, Peter Leo Gerety, am 7. April desselben Jahres; Mitkonsekratoren waren Joseph Thomas O’Keefe, Weihbischof in New York, und Alphonse Gallegos OAR, Weihbischof in Sacramento.
Am 21. Mai 2004 nahm Johannes Paul II. sein aus Altersgründen vorgebrachtes Rücktrittsgesuch an.